# Axonopus obtusifolius
Axonopus obtusifolius är en gräsart som först beskrevs av Giuseppe Raddi och fick sitt nu gällande namn av Mary Agnes Chase. Axonopus obtusifolius ingår i släktet Axonopus och familjen gräs. Inga underarter finns listade i Catalogue of Life.